# Congressi mariologici mariani internazionali
I congressi mariologici mariani internazionali, continuazione dei congressi mariani internazionali, iniziarono nel 1950 a Roma con il nome "Congressi mariologici internazionali - Congressi mariani internazionali", per opera di P. Carlo Balić e dell'Accademia mariana internationalis (attualmente Pontificia accademia mariana internazionale).

## Storia e significato
I "congressi mariani internazionali" iniziarono nel 1900 a Lione, inseriti nel "grande  movimento mariano" che, dopo la proclamazione dell'Immacolata Concezione (1854), si era dedicato alla definizione del dogma dell'Assunta".
Lo scopo è quello di radunare, anzitutto, gli studiosi e cultori di mariologia per una condivisione delle loro ricerche, per lo studio o l'approfondimento di un tema comune.
Un congresso, meeting, convegno, si può dire "internazionale" solo se almeno metà dei relatori provengono da paesi stranieri.

## Congressi mariani internazionali
- 1900 - 1º Congresso mariano internazionale - Lione
- 1902 - 2º Congresso mariano internazionale - Friburgo
- 1904 - 3º Congresso mariano internazionale - Roma
- 1906 - 4º Congresso mariano internazionale - Einsiedeln
- 1908 - 5º Congresso mariano internazionale - Salisburgo
- 1910 - 6º Congresso mariano internazionale - Saragozza
- 1912 - 7º Congresso mariano internazionale - Treviri

Furono interrotti a causa delle due guerre mondiali.

## Congressi mariologici internazionali - Congressi mariani internazionali
Nel 1950 venne affidata all'Accademia mariana la celebrazione dei congressi con la nuova dicitura "mariologico" e "mariano", come suggerito da P. Carlo Balic.
I congressi mariologici furono aggiunti con un carattere prettamente scientifico. L'8 dicembre 1959 Giovanni XXIII pubblicò il motu proprio "Maiora in dies", con il quale l'Accademia ricevette il titolo di "pontificia", e venne riconosciuta ufficialmente la sua attività di coordinamento del lavoro mariologico internazionale e di preparazione dei congressi.
- 1950 - 1º Congresso mariologico internazionale - 8º Congresso mariano internazionale - Roma
- 1954 - 2º Congresso mariologico internazionale - 9º Congresso mariano internazionale - Roma
- 1958 - 3º Congresso mariologico internazionale - 10º Congresso mariano internazionale - Lourdes
- 1965 - 4º Congresso mariologico internazionale - 11º Congresso mariano internazionale - Santo Domingo
- 1967 - 5º Congresso mariologico internazionale - 12º Congresso mariano internazionale - Lisbona
- 1971 - 6º Congresso mariologico internazionale - 13º Congresso mariano internazionale - Zagabria
- 1975 - 7º Congresso mariologico internazionale - 14º Congresso mariano internazionale - Roma
- 1979 - 8º Congresso mariologico internazionale - 15º Congresso mariano internazionale - Saragozza
- 1983 - 9º Congresso mariologico internazionale - 16º Congresso mariano internazionale - Malta
- 1987 - 10º Congresso mariologico internazionale - 17º Congresso mariano internazionale - Kevelaer
- 1992 - 11º Congresso mariologico internazionale - 18º Congresso mariano internazionale - Huelva
- 1996 - 12º Congresso mariologico internazionale - 19º Congresso mariano internazionale - Częstochowa

## Congressi Mariologici Mariani Internazionali
Dal 2000 i congressi assunsero l'attuale denominazione, dopo la revisione degli Statuti della PAMI, approvata da Giovanni Paolo II l'8 gennaio 1996.
- 2000 - 20º Congresso mariologico mariano internazionale - Roma
- 2004 - 21º Congresso mariologico mariano internazionale - Roma
- 2008 - 22º Congresso mariologico mariano internazionale - Lourdes
- 2012 - 23º Congresso mariologico mariano internazionale - Roma
- 2016 - 24º Congresso mariologico mariano internazionale - Fátima